# Ното (муніципалітет)
Ното (італ. Noto, сиц. Nuotu) — муніципалітет в Італії, у регіоні Сицилія,  провінція Сиракуза.

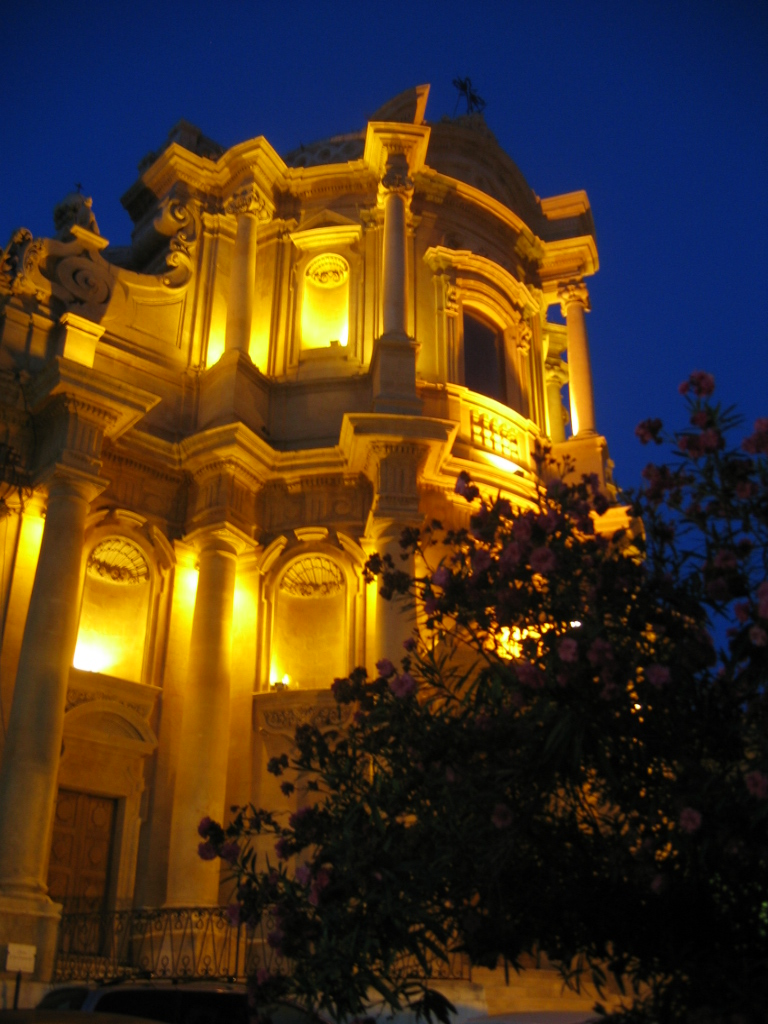
Церква
Святого Домініка

Місто Ното розміщене на відстані близько 600 км на південь від Рима, 210 км на південний схід від Палермо, 29 км на південний захід від Сиракузи.
Населення — 23 834 особи (2014).
Щорічний фестиваль відбувається 19 лютого. Покровитель — святий Конрад П'яченца.

## Демографія

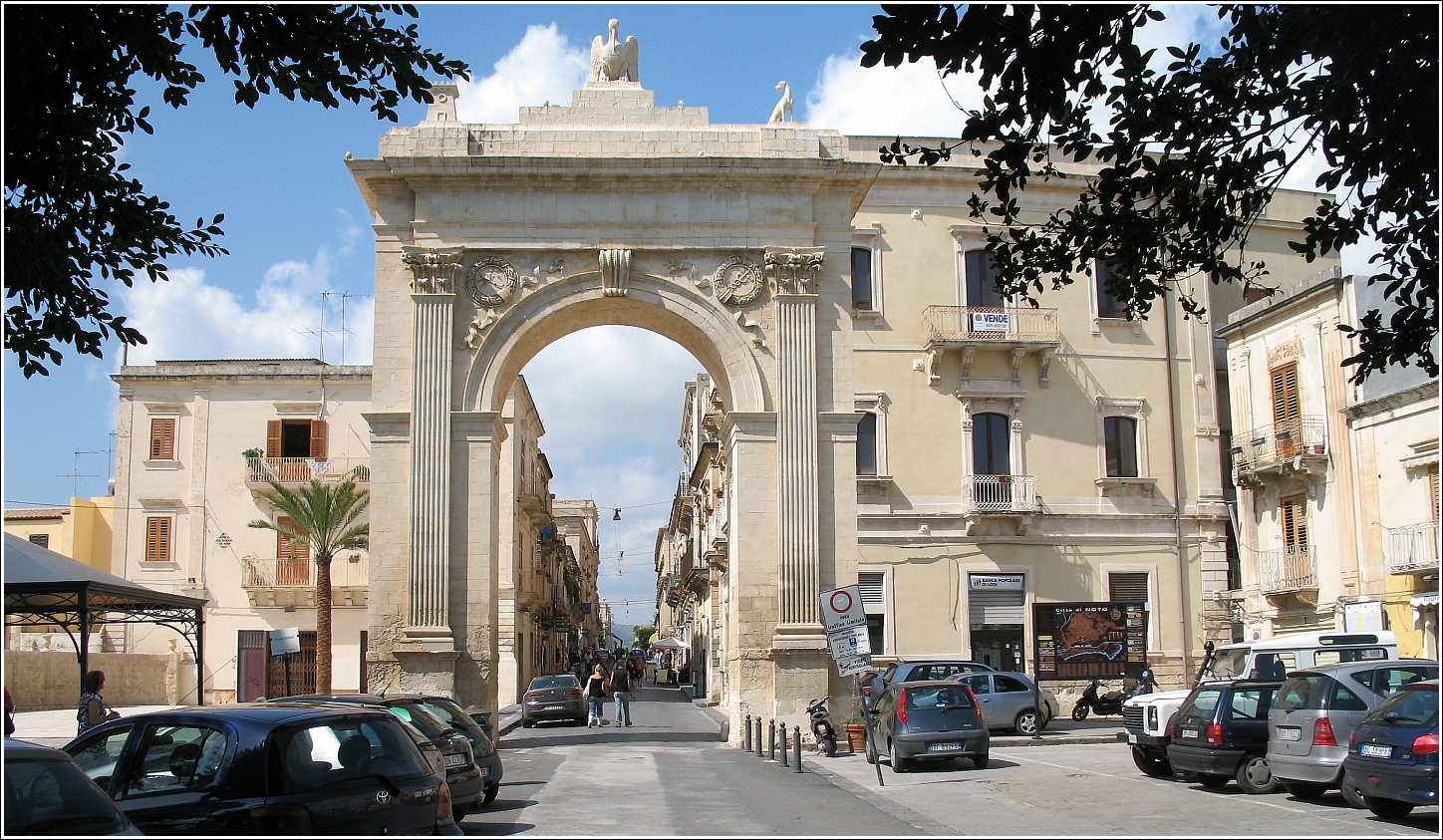
Королівські ворота

Населення за роками:

Станом на 1 січня 2023 року в муніципалітеті офіційно проживав 981 іноземець з 68 країн, серед них 421 громадянин країн Євросоюзу та 6 громадян України.

## Сусідні муніципалітети

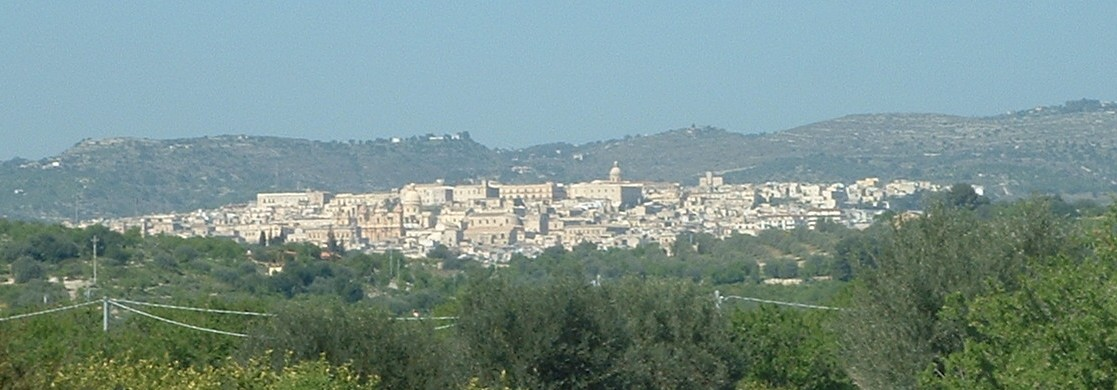

- Авола
- Канікаттіні-Баньї
- Іспіка
- Модіка
- Пакіно
- Палаццоло-Акреїде
- Розоліні
- Сиракуза